# Dissonanzenquartett

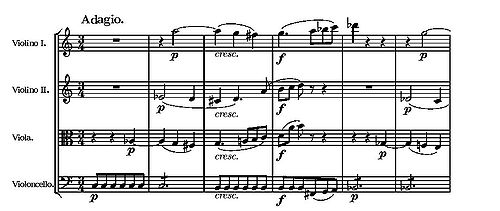
Anfangstakte des ersten Satzes

Das Streichquartett Nr. 19 in C-Dur von Wolfgang Amadeus Mozart, KV 465 (Dissonanzenquartett) wurde am 14. Januar 1785 vollendet und stellt das letzte der sechs zwischen 1782 und 1785 komponierten und Joseph Haydn gewidmeten Quartette dar (sogenannte „Haydn-Quartette“, KV 387, 421, 428, 458, 464, 465).
Die Satzfolge entspricht mit einer Ausnahme dem von Haydn für Streichquartette etablierten viersätzigen Standard:
1. Adagio – Allegro
2. Andante cantabile
3. Menuetto – Trio
4. Allegro molto

Abweichend von diesem Standard versah Mozart den ersten Satz mit einer langsamen Einleitung (Adagio), was bis dahin nur in der Orchestermusik üblich war.
Das Streichquartett erhielt seinen Namen von den ersten Takten des Einleitungs-Adagio mit den für die damalige Zeit ungewohnten schneidenden Querständen und klanglichen Reibungen (Dissonanzen). Den meisten Zeitgenossen fehlte für diese „moderne“ Musik noch das Verständnis. Der Musiktheoretiker Gottfried Weber setzte sich fast 50 Jahre später ausführlich mit den Einleitungstakten des Werks auseinander und beschrieb deren Wirkung unter anderem folgendermaßen: „Die ersten 8-9 Tacte dieser Einleitung hatten schon gleich nach dem ersten Erscheinen dieser Quartette grosse Sensation erregt und den Ohren der Hörer nicht recht behagen wollen [...].“ Zitiert werden dort auch Äußerungen des „ob der hier ihm entgegentretenden Härten“ entsetzten Giuseppe Sarti sowie Unverständnisbekundungen von François-Joseph Fétis, beides Komponisten. Georg Nikolaus Nissen, der zweite Ehemann von Constanze Mozart, bezog seine Beschreibung der hervorgerufenen Irritationen auf alle sechs „Haydn-Quartette“:

„Diese Quartetten hatten hie und da ein sonderbares Schicksal. Als Artaria sie nach Italien schickte, erhielt er sie zurück, „weil der Stich so fehlerhaft wäre.“ Man hielt nämlich dort die vielen fremden Accorde und Dissonanzen für Stichfehler. Als der Fürst Grassalkowitsch in Ungarn dieselben Quartetten von einigen Spielern aus seiner Kapelle aufführen liess, rief er ein Mal über das andere: Sie spielen nicht recht! Und als man ihn vom Gegentheile überzeugte, zerriss er die Noten auf der Stelle.“

Möglicherweise noch bedeutsamer als diese Dissonanzen ist der Tonarten-Verlauf: Die Einleitung beginnt in c-Moll, nur ganz nebenbei taucht einmal C-Dur auf, das sich erst ab Takt 19 als eigentliche Grundtonart herausstellt. Man hat auch versucht, diese harmonisch unbestimmte, „suchende“ Einleitung aus Mozarts Biographie heraus freimaurerisch-programmatisch zu deuten. Jedenfalls prägen der „hier angeschlagene chromatische Grundton“ und der schillernde Facettenreichtum der Tonart C-Dur die Komposition auch im weiteren Verlauf.
Wegen des Themas im zweiten Satz (ab Takt 13) trägt das Quartett unter Kammermusikern auch den Beinamen „Caroline“. Der dritte Satz besteht aus einem fröhlichen Menuett, gefolgt von einem Trio in c-moll. Der vierte Satz ist, wie der Anfangssatz, in der Sonatensatzform geschrieben, wobei das Thema zu Beginn des zweiten Teils in einer Mollvariante erscheint.
Ungeachtet der beschriebenen Irritationen erfreuen sich die sechs „Haydn-Quartette“ von Anfang an und bis heute höchster Wertschätzung. Nissen kommentierte Mozarts Widmung an den älteren Komponisten: „Mit keinem Werke hätte er Haydn besser ehren können, als mit diesem Schatze der schönsten Gedanken, diesem Muster einer vollendeten Quadro-Composition. (...) Alles darin ist (...) durchdacht und vollendet. Man sieht es den Quartetten an, dass sie um J. Haydn’s Beyfall buhlten.“ Diesen Beifall brachte Haydn nach einer Aufführung von drei dieser Quartette auch wirklich zum Ausdruck:

„Ich sage ihnen vor gott, als ein ehrlicher Mann, ihr Sohn ist der größte Componist, den ich von Person und den Nahmen nach kenne: er hat geschmack, und über das die größte Compositionswissenschaft.“

Das Dissonanzenquartett im Besonderen wird heute zu den „steilsten Gipfeln europäischer Kammermusik überhaupt“ gezählt (Jürgen Dohm).